# Günz-Mindel
| Correlatieschema | Correlatieschema | Correlatieschema | Correlatieschema |
| Alpien           |                  | Scandinavisch    | M.I.S.           |
| ---------------- | ---------------- | ---------------- | ---------------- |
| Würm             | =                | Weichselien      | 2-5d             |
| Riss-Würm        | =                | Eemien           | 5e               |
| Riss             | =                | Saalien          | 6                |
| Mindel-Riss      |                  | ?                |                  |
| Mindel           | =                | Cromerien-A      | 16?              |
| Günz-Mindel      |                  | ?                |                  |
| Günz             |                  | Tiglien          | 92?              |
| Donau-Günz       |                  | ?                |                  |
| Donau            |                  | ?                |                  |
| Biber-Donau      |                  | ?                |                  |
| Biber            |                  | Pretiglien?      |                  |
| tabel 1          |                  |                  |                  |

De etage Günz-Mindel (of: Günz-Mindel Interglaciaal) is het interglaciaal tussen het Mindel- en het Günz Glaciaal in de Alpiene indeling van het Pleistoceen. Deze indeling is gebaseerd op de vergletsjeringen van de Alpen tijdens de verschillende opeenvolgende glacialen. In de alpiene indeling worden de warme perioden (interglacialen) genoemd naar de eraan voorafgaande en de erop volgende glacialen.
Het Günz-Mindel Interglaciaal uit de Alpiene indeling werd vroeger meestal gecorreleerd met een laat Cromerien interglaciaal. Uit recent onderzoek is komen vast te staan dat het Mindel Glaciaal een ouderdom van 1,80 tot 0,85 Ma heeft, wat op een correlatie van dit glaciaal met Glaciaal A uit het Cromerien wijst. Omdat Glaciaal A de oudste eenheid uit het Cromerien is, moet het alpiene Günz-Mindel Interglaciaal ouder dan het Cromerien zijn. Het is nog onduidelijk hoe oud dit interglaciaal in feite is (Zie tabel 1).